# Chechło-Nakło
Chechło-Nakło (také Nakło-Chechło) je vodní nádrž na území gminy Świerklaniec v okrese Tarnovské Hory v Slezském vojvodství v Polsku. Rozkládá se na hranici starostenských vesnic Świerklaniec a Nakło Śląskie. Je vodní nádrží, která vznikla rekultivací pískovny.

## Historie
Vodní nádrž vznikla na místě těžby písku, který se zde těžil v šedesátých letech 20. století. Po ukončení těžby v roce 1968 byla pískovna rekultivována a zatopena, po několika letech vniklo bezodtokové jezero. K rekreačním účelům bylo otevřeno v roce 1974.

## Základní informace
Rozloha jezera je 90,3 ha. Průměrná hloubka 1,7 m, objem 1,5 milionů m3 vody. Jezero je napájeno srážkovou vodou a čtyřmi podzemními prameny. Z východní části jezera vede malé koryto, kterým odtéká přebytek vody z jezera. V létě je koryto vyschlé. Uprostřed jezera je ostrov, který není udržován, je zarostlý rákosem.
Kolem jezera se nacházejí různá rekreační zařízení a kempinky, půjčovny kajaků, lodí a vodních kol.
Jezero je charakteristické písčitými plážemi v severní a jižní části jezera. V západní části se nachází malá ohrazená pláž pro naturisty. Břehy jsou písčité, travnaté a porostlé rákosem. Kolem jezera vede asfaltová cesta a rozprostírají se borovicové a smíšené lesy, které zaujímají plochu kolem 300 ha.
V blízkosti jezera vede vojevodská silnice č. 908 (Tarnowskie Góry–Częstochowa), v její blízkosti vede úzkokolejná dráha Górnośląskie Koleje Wąskotorowe (GKW) na trase Bytom–Jezero Nakło-Chechło–Miasteczko Śląskie.